# Leptostylus dubitans
Leptostylus dubitans là một loài bọ cánh cứng trong họ Cerambycidae.